# 董明祥
董明祥（1953年9月—），安徽来安人，原中国人民解放军少将。

## 生平
1969年参加中国人民解放军。1998年，担任北京军区后勤部基建营房部部长。次年升任联勤部副部长，主管基建营房工作。2001年，被授予少将军衔。2005年7月，升任正军职的北京军区联勤部部长。2015年3月，因涉嫌行贿军方高层，被调查。